# Cosmopolitan (cóctel)

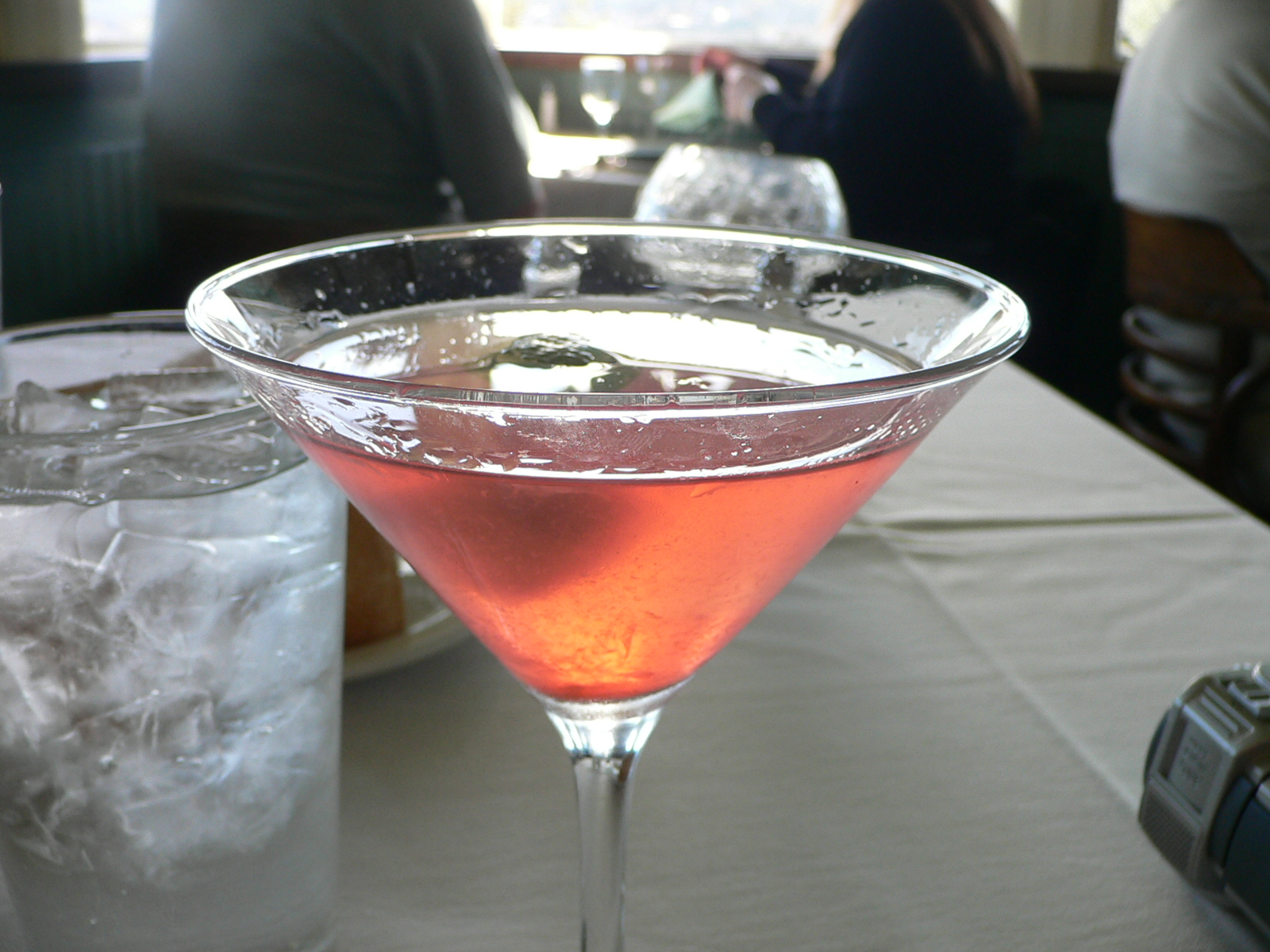
Una copa de Cosmopolitan.

Un Cosmopolitan o Cosmo es un cóctel de vodka triple seco con cierto matiz a fruta ácida. Se prepara con vodka, triple seco (como Cointreau o Grand Marnier), zumo de arándanos rojos y zumo de lima recién exprimido. Suele servirse en copa de cóctel, adornado con piel de lima. En algunos aspectos, puede considerarse emparentado con el Margarita; también una fresca y colorida variante de un Martini.

## Preparación
Según la IBA (International Bartenders Association), la receta del Cosmopolitan consta de:
- 1,33 Oz. Vodka Citrón (aromatizado al limón)
- 1/2 Oz. Cointreau (licor de naranjas)
- 1/2 Oz. Jugo de lima/limón
- 1 Oz. Jugo de arándanos (cranberry)

Los ingredientes se añaden en una coctelera llena de hielo, que debe agitarse bien. Se sirve sin hielo, en una copa de cóctel, adornado con una rodaja o corteza de lima,
sin embargo, también hay quien usa cerezas como adorno. El borde de la copa puede humedecerse con zumo de lima y rebozarse con azúcar.

### Variaciones
Además de las variaciones que utilizan triple seco en vez de Cointreau, las proporciones de los distintos componentes pueden cambiar. Algunos cócteles derivados del Cosmopolitan son el Barbados Cosmopolitan, que utiliza ron en lugar del vodka; el Cosmopolitan Morning, que usa vodka aromatizado con café en vez de limón; el Strawberry Cosmopolitan, añadiendo puré de fresas en lugar del Cointreau o el triple seco; el Metropolitan, que los sustituye por "Rose's lime juice"; o el Neopolitan, en el que el vodka está aromatizado con zarzamora y el Cointreau o triple seco substituido por Curazao.

## Popularización
Al contrario que muchos cócteles, que nacieron de modas pasajeras, el Cosmo ha tenido un rápido ascenso al panteón de los cócteles clásicos. Varios bármanes experimentaron con la receta, pero ninguno ha reclamado la creación del cóctel. Dale DeGroff añadió el Cosmopolitan al menú del Rainbow Room en 1996; después de que la cantante Madonna fuera vista bebiendo uno, el barman recibió rápidamente llamadas de todo el mundo preguntando la receta. Es también conocido por ser la bebida favorita de Carrie Bradshaw, el personaje protagonista de la serie de televisión Sex and the City, encarnada por Sarah Jessica Parker.